# Урочище Кизил-Коба
Кизи́л-Коба́ (крим. Qızıl Qoba — Червона Печера) — урочище, що знаходиться навкруги ущелини з однойменною печерою Кизил-Коба та русла річки Кизилкобінка з багатою флорою та фауною.
Урочище Кизил-Коба розташоване у верхів'ях Салгира — найбільшої з кримських річок. Лівий борт долини обмежують важкодоступні, зарослі густим лісом відроги Чатир-Дага правий, більш пологий , — відроги Долгоруковської яйли і Демерджі-яйли.
Саме урочище Кизил-Коба розташоване на схилі Долгоруковской яйли. Урочище Кизил-Коба захищене від холодних вітрів. Тут ростуть дуб, клен польовий, граб, верба, груша лохолистна і звичайна, верба, ліщина, свидина, шипшина, терен, барбарис та інші дерева і чагарники. Навесні рано починає порошити ліщина, зацвітають кизил, проліски, примули, проліски, крокуси, фіалки, конвалії, горицвіт, яскраво-червоні ошатні півонії.
Тваринний світ ущелини: куниці, зайці, білки, їжаки, ящірки, зозулі, ластівки, ворони, сороки, мухоловки, дрозди, солов'ї, синиці. А в кам'яну добу тут жили печерні ведмеді, благородні олені, сайга, дикі барани, дикі кішки, лисиці, зайці-біляки. На скелях гніздилися альпійські галки.
У верхів'ях ущелини, де мармуроподібні вапняки Кизил-Кая утворюють величезний природний напівцирк, височить туфовий майданчик, з якого в південно-західному напрямку відкривається мальовничий вид. Внизу — заросла лісом ущелина з річкою Су-Учхан і однойменним водоспадом, далі родюча долина верхів'їв Салгира. На горизонті — Головне гірське пасмо Кримських гір — від Пахкал-Кая на південному сході до Чатир-Дага на півдні і гори Таз-Тау на південному заході.

## Галерея

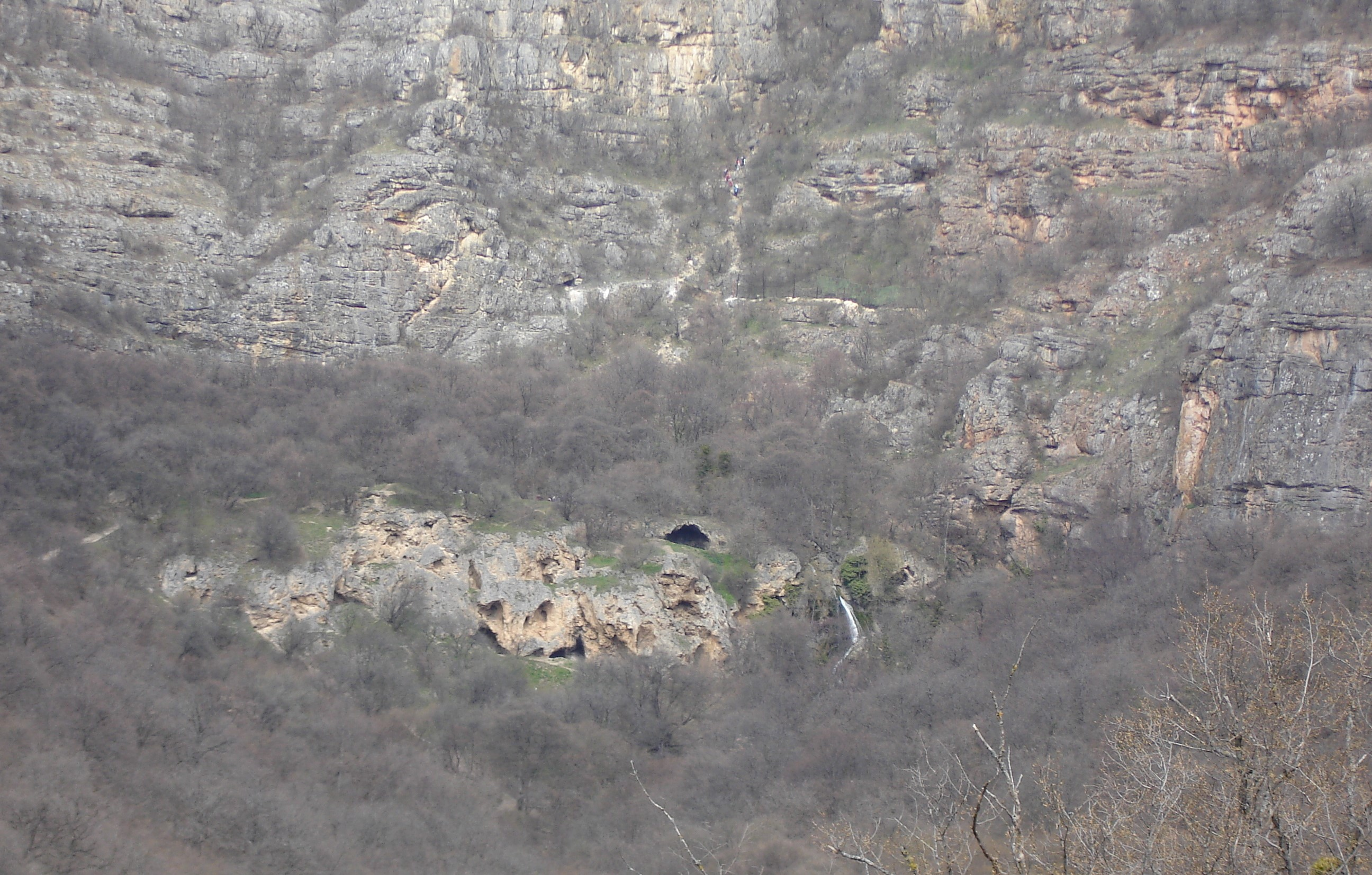
Вид на водоспад в урочищі Кизил-Коба
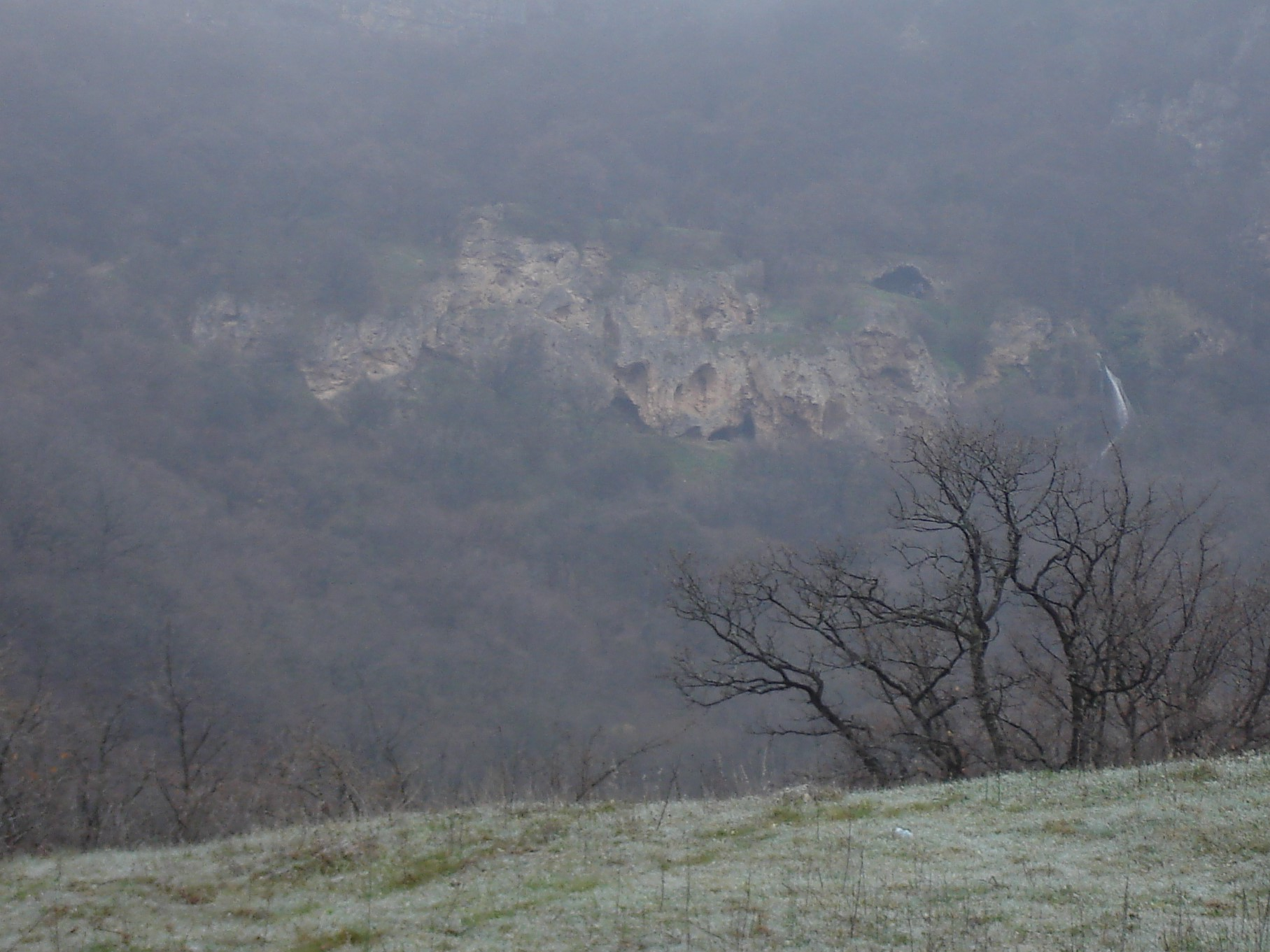
Туманний ранок в урочищі Кизил-Коба
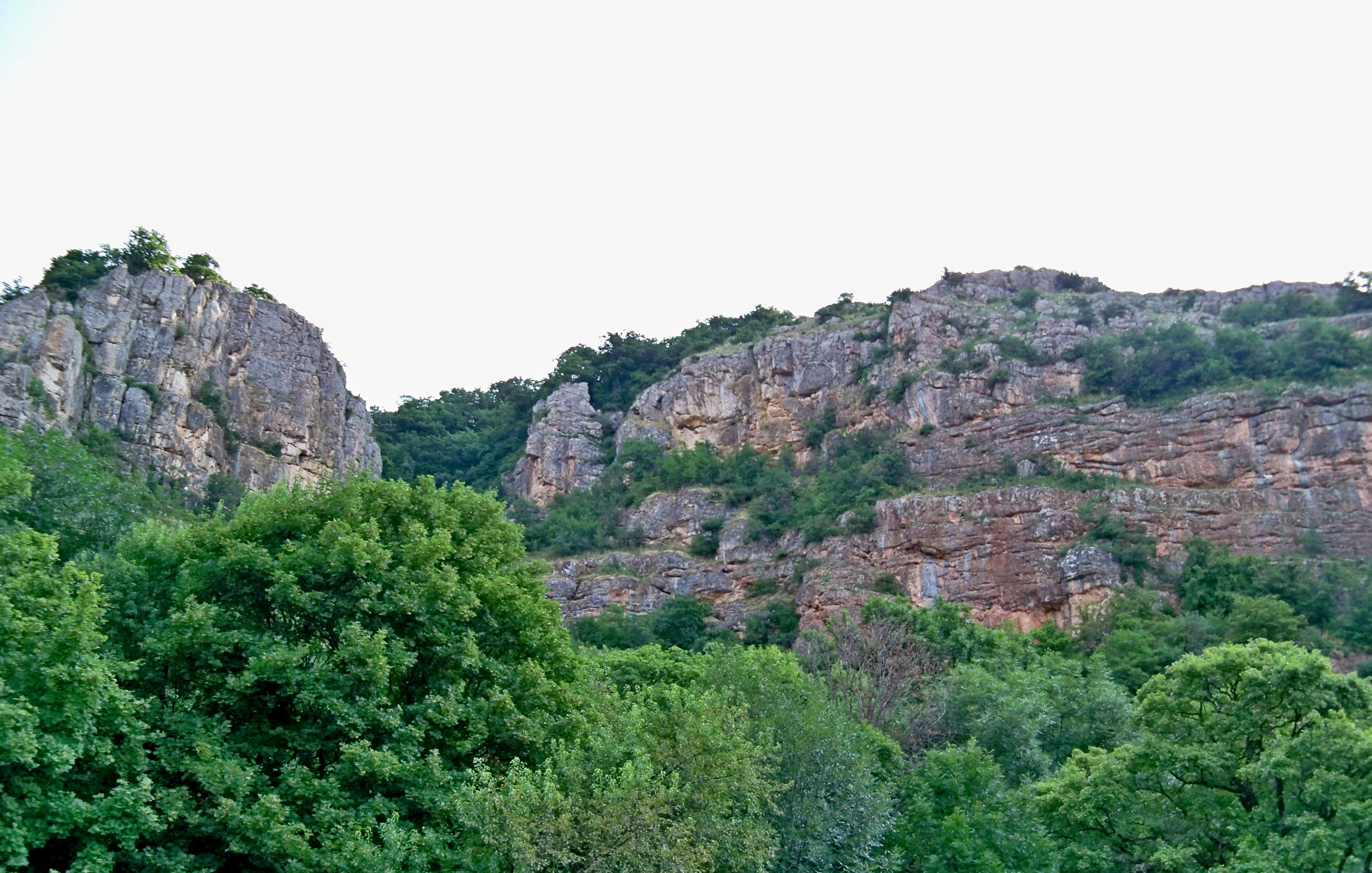
Скелясті масиви